# Сеан Бермудес, Хуан Агустин
Хуан Агустин Сеан Бермудес (исп. Juan Agustín Ceán Bermúdez; 17 сентября 1749, Хихон,  Астурия — 3 декабря 1829, Мадрид) — испанский  историк искусств, художественный критик, писатель-искусствовед, художник эпохи Просвещения.

## Биография
Скромного происхождения, изучал латынь в Хихоне и философию в Университете Алькалы. Пользовался покровительством Ховельяноса, на службе у которого был секретарем, позже – у Франсиско Кабаррюса. 
Учился живописи, между прочим, у Р. Менгса, идеалистические в эклектические теории которого легли в основание его суждений об искусстве.
В 1791 году ему было поручено упорядочить Главный Архив Индий. Позже, благодаря покровительству Ховейяноса, стал чиновником в Секретариате Комитета Дел и Юстиции Индий
Участвовал в основании севильской Академии художеств и начал собирать данные для биографий художников, изучать их произведения и разыскивать всякого рода сведения о памятниках искусства в Испании. Эту работу он продолжал и после переселения в Мадрид. 
Был членом Королевской академии изящных искусств Сан-Фернандо в Мадриде. Дружил с Франсиско Гойя.
Самый капитальный его литературный труд: «Исторический словарь испанских художников» («Diccionario hislorico de los mas ilustres profesores de las bellas artes en España», Мадрид, 1800, 6 тт.). 
Из прочих его сочинений важнейшие: 

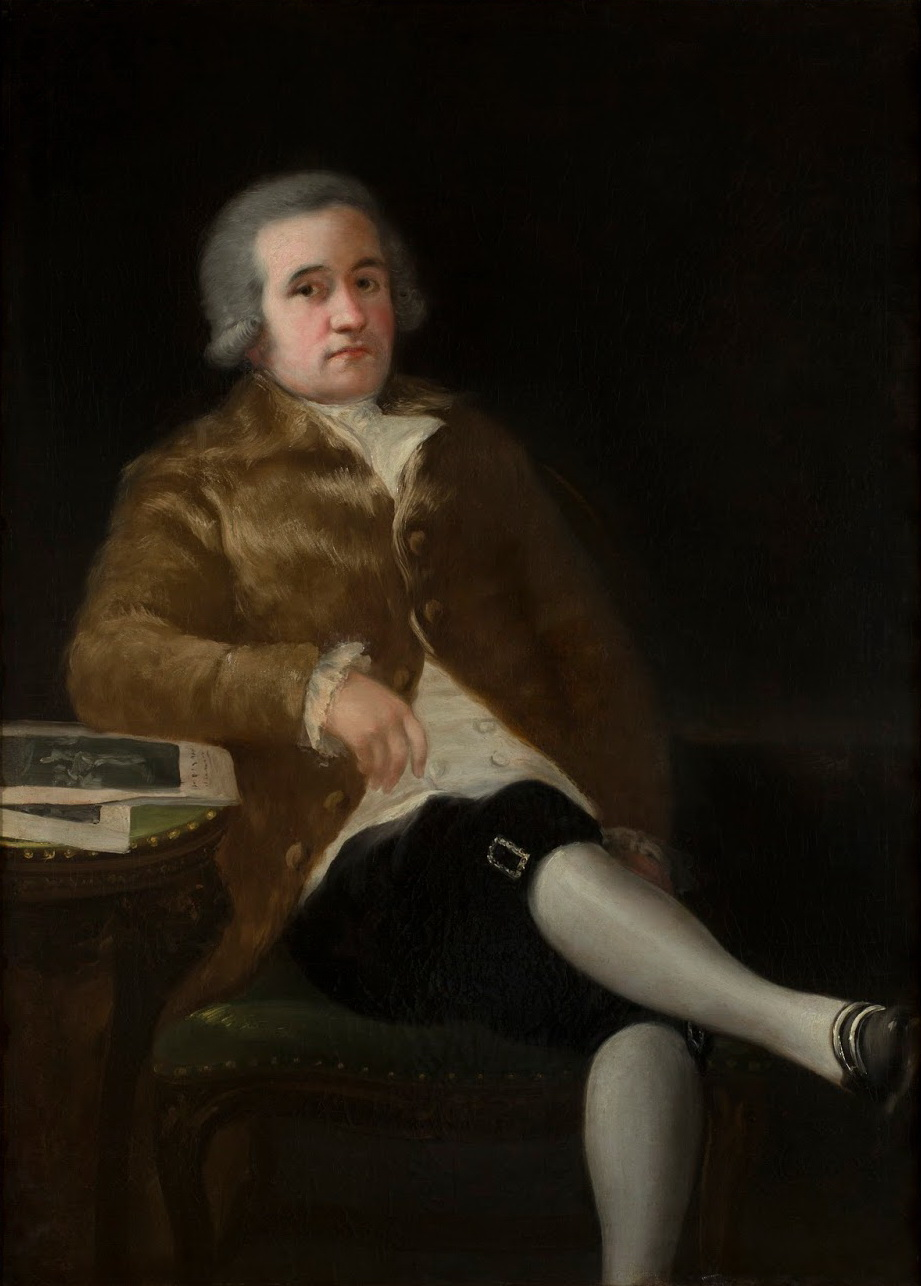
Портрет Сеана Бермудеса кисти Франсиско Гойя

- «Sumario de las antogliedades romanas que hay en Espana, en especial las que pertenecen a las bellas aries» (Мадр., 1832),
- «Descripcion artistica de la cafedral de Sevilla»,
- «Description artistica del hospilal dé la Sagre de Sevilla»,
- «Carta de D. Juan Agustin Cean Bermudez a un amigo suyo sobre el estilo y gusto en la pintura de la escuela sevillana etc.» (Кадикс, 1836).